# Ураган приходить несподівано
«Ураган приходить несподівано» — радянський художній фільм 1983 року, знятий режисером Наталією Величко на кіностудії «Мосфільм».

## Сюжет
Директор кубанського радгоспу Григорій Березін, одружена й шанована людина, покохав Ольгу Чорнобривцеву — дуже помітну та дуже гарну дівчину. Цей факт став приводом для анонімного листа та причиною того, щоб їхнє кохання не відбулося.

## У ролях
- Олександр Казаков — Березін
- Людмила Зайцева — Березіна
- Валентина Федотова — Чорнобривцева
- Петро Глєбов — Хоменко
- Іван Рижов — Чакан
- Володимир Стєклов — Захар Дудко
- Семен Морозов — Костоглод
- Олександра Данилова — Марія
- Наталія Фекленко — Клавдія Дудко
- Валентина Березуцька — епізод
- Наталія Величко — епізод
- Марія Виноградова — епізод
- Галина Самохіна — епізод
- В'ячеслав Ушанов — епізод
- Поліна Шевкуненко — епізод
- Олександр Іванов — шофер

## Знімальна група
- Режисер — Наталія Величко
- Сценарист — Анатолій Софронов
- Оператор — Віктор Шейнін
- Художник — Олександр Кузнецов